# NGC 2452
NGC 2452 (بالإنجليزية: NGC 2452)‏ الذي يرمز له بالرمز ESO 493-11، هو نجم، في كوكبة الكوثل.

## الاكتشاف
اكتشف في 1 فبراير 1847، بواسطة جون هيرشل.